# The Dubliners' diskografi
The Dubliners diskografi er en samling udgivelser af det irske folkemusikband The Dubliners, der sammenlagt har solgt over 30 millioner eksemplarer. Deres diskografi består af 20 studiealbum, 24 opsamlingsalbum, otte singler og et antal andre udgivelser.

## Studiealbum
| År   | Albumdetaljer                                                                            | Højeste hitlisteplacering | Højeste hitlisteplacering | Højeste hitlisteplacering |
| År   | Albumdetaljer                                                                            | IRL                       | UK                        | NOR                       |
| ---- | ---------------------------------------------------------------------------------------- | ------------------------- | ------------------------- | ------------------------- |
| 1964 | The Dubliners - Pl: Transatlantic - Formater: Cd, Kassettebånd, LP                       | -                         | -                         | —                         |
| 1967 | A Drop of the Hard Stuff - Pladeselskab: Major Minor - Formater: Cd, Kassettebånd, LP    | 1                         | 5                         | 1                         |
| 1967 | More of the Hard Stuff - Pladeselskab: Major Minor - Formater: Cd, Kassettebånd, LP      | 1                         | 8                         | —                         |
| 1968 | Drinkin' and Courtin' - Pladeselskab: Major Minor - Formater: Cd, Kassettebånd, LP       | 5                         | 31                        | —                         |
| 1968 | At It Again - Pladeselskab: Major Minor - Formater: Cd, Kassettebånd, LP                 | -                         | —                         | —                         |
| 1969 | At Home with The Dubliners - Pladeselskab: EMI-Columbia - Formater: Cd, Kassettebånd, LP | -                         | —                         | —                         |
| 1970 | Revolution - Pladeselskab: EMI/Columbia - Formater: Cd, Kassettebånd, LP                 | 10                        | -                         | —                         |
| 1972 | Double Dubliners - Pladeselskab: EMI - Formater: Cd, Kassettebånd, LP                    | 10                        | -                         | —                         |
| 1973 | Plain and Simple - Pladeselskab: Polydor - Formater: Cd, Kassettebånd, LP                | -                         | -                         | —                         |
| 1975 | Now - Pladeselskab: Polydor - Formater: Cd, Kassettebånd, LP                             | -                         | -                         | —                         |
| 1976 | A Parcel of Rogues - Pladeselskab: Polydor - Formater: Cd, Kassettebånd, LP              | -                         | —                         | —                         |
| 1977 | 15 Years On - Pladeselskab: CHYME - Formater: Cd, Kassettebånd, LP                       | -                         | —                         | —                         |
| 1979 | Together Again - Pladeselskab: CHYME/Polydor - Formater: Cd, Kassettebånd, LP            | -                         | —                         | —                         |
| 1983 | Prodigal Sons - Pladeselskab: Polydor - Formater: Cd, Kassettebånd                       | N.A                       | -                         | —                         |
| 1987 | 25 Years Celebration - Pladeselskab: Polydor - Formater: Cd, Kassettebånd                | 1                         | 43                        | -                         |
| 1988 | The Dubliner's Dublin - Pladeselskab: Castle Communications - Formater: Cd, Kassettebånd | -                         | -                         | —                         |
| 1992 | 30 Years A-Greying - Pladeselskab: Celtic Collections - Formater: Cd, Kassettebånd       | 5                         | -                         | —                         |
| 1996 | Further Along - Pladeselskab: Baycourt - Formater: Cd, Kassettebånd                      | 20                        | -                         | —                         |
| 2002 | 40 Years - Pladeselskab: Celtic Collections - Formater: Cd, Kassettebånd                 | 15                        | -                         | —                         |
| 2012 | 50 Years - Pladeselskab: - Formater: Cd, DVD Digital                                     | 10                        | -                         | —                         |

## Livealbum
- No Irish Album Chart Archive until 2003.

| År   | Albumdetaljer                                                                                | Højeste hitlisteplacering | Højeste hitlisteplacering | Højeste hitlisteplacering |
| År   | Albumdetaljer                                                                                | IRL                       | UK                        | AUS                       |
| ---- | -------------------------------------------------------------------------------------------- | ------------------------- | ------------------------- | ------------------------- |
| 1965 | In Concert - Pladeselskab: Castle - Formater: Vinyl                                          | -                         | -                         | —                         |
| 1969 | Live at the Albert Hall - Pladeselskab: Major Minor - Formater: Vinyl                        | -                         | -                         | —                         |
| 1974 | Live - Pladeselskab: - Formater: Vinyl                                                       | -                         | -                         | —                         |
| 1977 | Live at Montreux - Pladeselskab: - Formater: Vinyl                                           | -                         | -                         | —                         |
| 1985 | Live In Carré - Pladeselskab: Polydor - Formater: Vinyl                                      | -                         | -                         | —                         |
| 1997 | Alive Alive-O - Pladeselskab: Baycourt Records - Formater: Cd, Kassettebånd                  | -                         | -                         | —                         |
| 1999 | Night Out With The Dubliners - Pladeselskab: Celtic Collections - Formater: Cd, Kassettebånd | -                         | -                         | —                         |
| 2002 | Live from the Gaiety - Pladeselskab: Celtic Collections - Formater: Cd, Kassettebånd         | -                         | -                         | —                         |
| 2006 | Live at Vicar Street - Pladeselskab: - Formater: Cd, Kassettebånd                            | 68                        | -                         | —                         |
| 2009 | A Time to Remember - Pladeselskab: - Formater: Cd,                                           | -                         | -                         | —                         |

## Opsamlingsalbum
| 1967 | The Best of The Dubliners - Pladeselskab: Transatlantic - Formater: Vinyl, Kassettebånd       | 3   | 25 | — |
| 1969 | It's The Dubliners - Pladeselskab: Hallmark - Formater: Vinyl, Kassettebånd                   | -   | -  | — |
| 1969 | A Drop of The Dubliners - Pladeselskab: Major Minor - Formater: Vinyl, Kassettebånd           | -   | -  | — |
| 1977 | Home, Boys, Home - Pladeselskab: - Formater: Vinyl, Kassettebånd                              | -   | -  | — |
| 2002 | Best of The Dubliners - Pladeselskab: - Formater: Cd, Kassettebånd                            | 69  | -  | — |
| 2003 | Spirit Of The Irish - Pladeselskab: Castle US - Formater: Cd, Kassettebånd                    | 43  | 19 | — |
| 2004 | 36 Great Performances - Pladeselskab: - Formater: Cd, Kassettebånd                            | 51  | -  | — |
| 2004 | The Definitive Dubliners - Pladeselskab: - Formater: Cd, Kassettebånd                         | 33  | -  | — |
| 2004 | At Their Best (Genudgivelse) - Pladeselskab: - Formater: Cd,                                  | 56  | -  | — |
| 2005 | The Best of the Original Dubliners (Genudgivelse) - Pladeselskab: - Formater: Cd, Digital     | 69  | -  | — |
| 2006 | Too Late To Stop Now - The Very Best Of The Dubliners - Pladeselskab: - Formater: Cd, Digital | 23  | 54 | — |
| 2006 | Live At Vicar Street - Pladeselskab: - Formater: Cd DVD, Digital                              | 68  | -  | — |
| 2008 | The Late Late Show Tribute - Pladeselskab: RTE - Formater: Cd, Digital DVD                    | 31  | -  | — |
| 2009 | The Very Best Of The Dubliners - Pladeselskab: - Formater: Cd, Digital                        | -   | 16 | — |
| 2011 | Wild Rover - Pladeselskab: - Formater: Cd,                                                    | 55  | -  | — |
| 2011 | Irish Favorites - Pladeselskab: - Formater: Cd,                                               | -   | -  | 7 |
| 2011 | Original Dubliners (Genudgivelse) - Pladeselskab: - Formater: Cd, Digital                     | 14  | -  | — |
| 2012 | 50 Years - Pladeselskab: - Formater: Cd, DVD Digital                                          | 10  | -  | — |
| 2013 | 20 Greatest Hits (Genudgivelse) - Pladeselskab: - Formater: Cd, Digital                       | 100 | -  | — |
| 2013 | Original Dubliners (Genudgivelse) - Pladeselskab: - Formater: Cd, Digital                     | 39  | -  | — |

## 2013 og fremefter
| År   | Albumdetaljer                                                                                | Højeste hitlisteplacering | Højeste hitlisteplacering | Højeste hitlisteplacering |
| År   | Albumdetaljer                                                                                | IRL                       | UK                        | AUS                       |
| ---- | -------------------------------------------------------------------------------------------- | ------------------------- | ------------------------- | ------------------------- |
| 2014 | An Evening With The Dublin Legends: Live In Vienna - Pladeselskab: Castle - Formater: MP3 Cd | -                         | -                         | —                         |

## Singler
| Titel                                                               | År                  | Højeste hitlisteplacering | Højeste hitlisteplacering | Højeste hitlisteplacering | Højeste hitlisteplacering | Album                    |  |
| Titel                                                               | År                  | IRE                       | UK                        | NZ                        | US World                  | Album                    |  |
| ------------------------------------------------------------------- | ------------------- | ------------------------- | ------------------------- | ------------------------- | ------------------------- | ------------------------ |  |
| "The Wild Rover"                                                    | 1964                | —                         | —                         | —                         | —                         | The Dubliners            |  |
| "Nelson's Farewell"                                                 | 1966                | 6                         | —                         | —                         | —                         | Finnegan Wakes           |  |
| "Seven Drunken Nights"                                              | 1967                | 1                         | 7                         | —                         | 10                        | A Drop of the Hard Stuff |  |
| "All for Me Grog"                                                   | 1967                | 10                        | 51                        | —                         | —                         | -                        |  |
| "Black Velvet Band"                                                 | 1967                | 4                         | 15                        | —                         | —                         | A Drop of the Hard Stuff |  |
| "Maids, When You're Young Never Wed an Old Man"                     | 1967                | 11                        | 43                        | —                         | —                         | Drinkin' and Courtin'    |  |
| "Dirty Old Town"                                                    | 1968                | 10                        | —                         | —                         | —                         | Drinkin' and Courtin'    |  |
| "Whiskey in the Jar"                                                | 1968                | —                         | —                         | —                         | 3                         |                          |  |
| "Hand Me Down My Bible"                                             | 1971                | 7                         | —                         | —                         | —                         | Hometown!                |  |
| "Free the People"                                                   | 1971                | 7                         | —                         | —                         | —                         | Double Dubliners         |  |
| "Four Green Fields"                                                 | 1977                | —                         | —                         | —                         | —                         |                          |  |
| "Now I'm Easy"                                                      | 1982                | —                         | —                         | —                         | —                         | Prodigal Sons            |  |
| "On Raglan Road"                                                    | 1986                | 30                        | —                         | —                         | —                         | The Dubliner's Dublin    |  |
| "The Irish Rover" (med The Pogues)                                  | 1987                | 1                         | 8                         | 25                        | —                         | 25 Years Celebration     |  |
| "Don't Get Married"                                                 | 1987                | 24                        | —                         | —                         | —                         | 25 Years Celebration     |  |
| "Marino Waltz"                                                      | 1987                | 4                         | —                         | —                         | —                         |                          |  |
| "Jack's Heroes" (med The Pogues)                                    | 1990                | 4                         | 63                        | —                         | —                         | Yeah Yeah Yeah Yeah Yeah |  |
| "The Rose" (med The Hothouse Flowers)                               | 1991                | 2                         | —                         | —                         | —                         | 30 Years A-Greying       |  |
| "Red Roses for Me" (med Niamh Kavanagh)                             | 1994                | 13                        | —                         | —                         | —                         | Flying Blind             |  |
| "Working Man"                                                       | 1996                | —                         | —                         | —                         | —                         | Further Along            |  |
| "The Ballad of Ronnie Drew" (med U2 og forskellige irske kunstnere) | 2008                | 1                         | —                         | —                         | —                         | -                        |  |
| "The Rocky Road to Poland" (med Bressie og Damien Dempsey           | 2012                | 1                         | —                         | —                         | —                         | -                        |  |
| "The Auld Triangle" med Luke Kelly (genudgivelse)                   | 2013                | 80                        | —                         | —                         | —                         | Live In Carré            |  |
| Total top 75 hits                                                   | Total top 75 hits   | 17                        | 5                         | 1                         | 2                         |                          |  |
| Total nummer-1 hits                                                 | Total nummer-1 hits | 4                         | 0                         | 0                         | 0                         |                          |  |

1. ↑  Chart position is from the official UK "Breakers List".

## Andre sange med hitlisteplaceringer
| Release date | Titel                               | Titel                               | Titel                               | Titel                               | Titel                               | Titel                               | Titel                               | Titel                               | Titel                               | Titel                               | Titel                               | Titel                               | Titel                               | Titel                               | Titel                               | Titel                               | Titel                               | Titel                               | Titel                               | Titel                               | Titel                               | Titel                               | Titel                               | Titel                               | Titel                               | Titel                               | Titel                               | Titel                               | Titel                               | Titel                               | Titel                               | Titel                               | Titel                               | Titel                               | Titel                               | Titel                               | Titel                               | Titel                               | Titel                               | Titel                               | Titel                               | Titel                               | Titel                               | Titel                               | Titel                               | Titel                               | Titel                               | Titel                               | Titel                               | Titel                               | Titel                               | Titel                               | Titel                               | Titel                               | Titel                               | Titel                               | Titel                               | Titel                               | Titel                               | Titel                               | Titel                               | Titel                               | Titel                               | Titel                               | Titel                               | Titel                               | Titel                               | Titel                               | Titel                               | Titel                               | Titel                               | Titel                               | Titel                               | Titel                               | Titel                               | Titel                               | Titel                               | Titel                               | Titel                               | Titel                               | Titel                               | Titel                               | Titel                               | Titel                               | Titel                               | Titel                               | Titel                               | Titel                               | Titel                               | Titel                               | Titel                               | Titel                               | Titel                               | Titel                               | Titel                               | Titel                               | Titel                               | Titel                               | Titel                               | Titel                               | Titel                               | Titel                               | Titel                               | Titel                               | Titel                               | Titel                               | Titel                               | Titel                               | Titel                               | Titel                               | Titel                               | Titel                               | Titel                               | Titel                               | Titel                               | Titel                               | Titel                               | Titel                               | Titel                               | Titel                               | Titel                               | Titel                               | Titel                               | Titel                               | Titel                               | Titel                               | Titel                               | Titel                               | Titel                               | Titel                               | Titel                               | Titel                               | Titel                               | Titel                               | Titel                               | US Charts |
| ------------ | ----------------------------------- | ----------------------------------- | ----------------------------------- | ----------------------------------- | ----------------------------------- | ----------------------------------- | ----------------------------------- | ----------------------------------- | ----------------------------------- | ----------------------------------- | ----------------------------------- | ----------------------------------- | ----------------------------------- | ----------------------------------- | ----------------------------------- | ----------------------------------- | ----------------------------------- | ----------------------------------- | ----------------------------------- | ----------------------------------- | ----------------------------------- | ----------------------------------- | ----------------------------------- | ----------------------------------- | ----------------------------------- | ----------------------------------- | ----------------------------------- | ----------------------------------- | ----------------------------------- | ----------------------------------- | ----------------------------------- | ----------------------------------- | ----------------------------------- | ----------------------------------- | ----------------------------------- | ----------------------------------- | ----------------------------------- | ----------------------------------- | ----------------------------------- | ----------------------------------- | ----------------------------------- | ----------------------------------- | ----------------------------------- | ----------------------------------- | ----------------------------------- | ----------------------------------- | ----------------------------------- | ----------------------------------- | ----------------------------------- | ----------------------------------- | ----------------------------------- | ----------------------------------- | ----------------------------------- | ----------------------------------- | ----------------------------------- | ----------------------------------- | ----------------------------------- | ----------------------------------- | ----------------------------------- | ----------------------------------- | ----------------------------------- | ----------------------------------- | ----------------------------------- | ----------------------------------- | ----------------------------------- | ----------------------------------- | ----------------------------------- | ----------------------------------- | ----------------------------------- | ----------------------------------- | ----------------------------------- | ----------------------------------- | ----------------------------------- | ----------------------------------- | ----------------------------------- | ----------------------------------- | ----------------------------------- | ----------------------------------- | ----------------------------------- | ----------------------------------- | ----------------------------------- | ----------------------------------- | ----------------------------------- | ----------------------------------- | ----------------------------------- | ----------------------------------- | ----------------------------------- | ----------------------------------- | ----------------------------------- | ----------------------------------- | ----------------------------------- | ----------------------------------- | ----------------------------------- | ----------------------------------- | ----------------------------------- | ----------------------------------- | ----------------------------------- | ----------------------------------- | ----------------------------------- | ----------------------------------- | ----------------------------------- | ----------------------------------- | ----------------------------------- | ----------------------------------- | ----------------------------------- | ----------------------------------- | ----------------------------------- | ----------------------------------- | ----------------------------------- | ----------------------------------- | ----------------------------------- | ----------------------------------- | ----------------------------------- | ----------------------------------- | ----------------------------------- | ----------------------------------- | ----------------------------------- | ----------------------------------- | ----------------------------------- | ----------------------------------- | ----------------------------------- | ----------------------------------- | ----------------------------------- | ----------------------------------- | ----------------------------------- | ----------------------------------- | ----------------------------------- | ----------------------------------- | ----------------------------------- | ----------------------------------- | ----------------------------------- | ----------------------------------- | ----------------------------------- | ----------------------------------- | ----------------------------------- | --------- |
| 2011         | "Drink It Up Men"                   | "Drink It Up Men"                   | "Drink It Up Men"                   | "Drink It Up Men"                   | "Drink It Up Men"                   | "Drink It Up Men"                   | "Drink It Up Men"                   | "Drink It Up Men"                   | "Drink It Up Men"                   | "Drink It Up Men"                   | "Drink It Up Men"                   | "Drink It Up Men"                   | "Drink It Up Men"                   | "Drink It Up Men"                   | "Drink It Up Men"                   | "Drink It Up Men"                   | "Drink It Up Men"                   | "Drink It Up Men"                   | "Drink It Up Men"                   | "Drink It Up Men"                   | "Drink It Up Men"                   | "Drink It Up Men"                   | "Drink It Up Men"                   | "Drink It Up Men"                   | "Drink It Up Men"                   | "Drink It Up Men"                   | "Drink It Up Men"                   | "Drink It Up Men"                   | "Drink It Up Men"                   | "Drink It Up Men"                   | "Drink It Up Men"                   | "Drink It Up Men"                   | "Drink It Up Men"                   | "Drink It Up Men"                   | "Drink It Up Men"                   | "Drink It Up Men"                   | "Drink It Up Men"                   | "Drink It Up Men"                   | "Drink It Up Men"                   | "Drink It Up Men"                   | "Drink It Up Men"                   | "Drink It Up Men"                   | "Drink It Up Men"                   | "Drink It Up Men"                   | "Drink It Up Men"                   | "Drink It Up Men"                   | "Drink It Up Men"                   | "Drink It Up Men"                   | "Drink It Up Men"                   | "Drink It Up Men"                   | "Drink It Up Men"                   | "Drink It Up Men"                   | "Drink It Up Men"                   | "Drink It Up Men"                   | "Drink It Up Men"                   | "Drink It Up Men"                   | "Drink It Up Men"                   | "Drink It Up Men"                   | "Drink It Up Men"                   | "Drink It Up Men"                   | "Drink It Up Men"                   | "Drink It Up Men"                   | "Drink It Up Men"                   | "Drink It Up Men"                   | "Drink It Up Men"                   | "Drink It Up Men"                   | "Drink It Up Men"                   | "Drink It Up Men"                   | "Drink It Up Men"                   | "Drink It Up Men"                   | "Drink It Up Men"                   | "Drink It Up Men"                   | "Drink It Up Men"                   | "Drink It Up Men"                   | "Drink It Up Men"                   | "Drink It Up Men"                   | "Drink It Up Men"                   | "Drink It Up Men"                   | "Drink It Up Men"                   | "Drink It Up Men"                   | "Drink It Up Men"                   | "Drink It Up Men"                   | "Drink It Up Men"                   | "Drink It Up Men"                   | "Drink It Up Men"                   | "Drink It Up Men"                   | "Drink It Up Men"                   | "Drink It Up Men"                   | "Drink It Up Men"                   | "Drink It Up Men"                   | "Drink It Up Men"                   | "Drink It Up Men"                   | "Drink It Up Men"                   | "Drink It Up Men"                   | "Drink It Up Men"                   | "Drink It Up Men"                   | "Drink It Up Men"                   | "Drink It Up Men"                   | "Drink It Up Men"                   | "Drink It Up Men"                   | "Drink It Up Men"                   | "Drink It Up Men"                   | "Drink It Up Men"                   | "Drink It Up Men"                   | "Drink It Up Men"                   | "Drink It Up Men"                   | "Drink It Up Men"                   | "Drink It Up Men"                   | "Drink It Up Men"                   | "Drink It Up Men"                   | "Drink It Up Men"                   | "Drink It Up Men"                   | "Drink It Up Men"                   | "Drink It Up Men"                   | "Drink It Up Men"                   | "Drink It Up Men"                   | "Drink It Up Men"                   | "Drink It Up Men"                   | "Drink It Up Men"                   | "Drink It Up Men"                   | "Drink It Up Men"                   | "Drink It Up Men"                   | "Drink It Up Men"                   | "Drink It Up Men"                   | "Drink It Up Men"                   | "Drink It Up Men"                   | "Drink It Up Men"                   | "Drink It Up Men"                   | "Drink It Up Men"                   | "Drink It Up Men"                   | "Drink It Up Men"                   | "Drink It Up Men"                   | "Drink It Up Men"                   | "Drink It Up Men"                   | "Drink It Up Men"                   | 23        |
| 2012         | "Seven Drunken Nights"              | "Seven Drunken Nights"              | "Seven Drunken Nights"              | "Seven Drunken Nights"              | "Seven Drunken Nights"              | "Seven Drunken Nights"              | "Seven Drunken Nights"              | "Seven Drunken Nights"              | "Seven Drunken Nights"              | "Seven Drunken Nights"              | "Seven Drunken Nights"              | "Seven Drunken Nights"              | "Seven Drunken Nights"              | "Seven Drunken Nights"              | "Seven Drunken Nights"              | "Seven Drunken Nights"              | "Seven Drunken Nights"              | "Seven Drunken Nights"              | "Seven Drunken Nights"              | "Seven Drunken Nights"              | "Seven Drunken Nights"              | "Seven Drunken Nights"              | "Seven Drunken Nights"              | "Seven Drunken Nights"              | "Seven Drunken Nights"              | "Seven Drunken Nights"              | "Seven Drunken Nights"              | "Seven Drunken Nights"              | "Seven Drunken Nights"              | "Seven Drunken Nights"              | "Seven Drunken Nights"              | "Seven Drunken Nights"              | "Seven Drunken Nights"              | "Seven Drunken Nights"              | "Seven Drunken Nights"              | "Seven Drunken Nights"              | "Seven Drunken Nights"              | "Seven Drunken Nights"              | "Seven Drunken Nights"              | "Seven Drunken Nights"              | "Seven Drunken Nights"              | "Seven Drunken Nights"              | "Seven Drunken Nights"              | "Seven Drunken Nights"              | "Seven Drunken Nights"              | "Seven Drunken Nights"              | "Seven Drunken Nights"              | "Seven Drunken Nights"              | "Seven Drunken Nights"              | "Seven Drunken Nights"              | "Seven Drunken Nights"              | "Seven Drunken Nights"              | "Seven Drunken Nights"              | "Seven Drunken Nights"              | "Seven Drunken Nights"              | "Seven Drunken Nights"              | "Seven Drunken Nights"              | "Seven Drunken Nights"              | "Seven Drunken Nights"              | "Seven Drunken Nights"              | "Seven Drunken Nights"              | "Seven Drunken Nights"              | "Seven Drunken Nights"              | "Seven Drunken Nights"              | "Seven Drunken Nights"              | "Seven Drunken Nights"              | "Seven Drunken Nights"              | "Seven Drunken Nights"              | "Seven Drunken Nights"              | "Seven Drunken Nights"              | "Seven Drunken Nights"              | "Seven Drunken Nights"              | "Seven Drunken Nights"              | "Seven Drunken Nights"              | "Seven Drunken Nights"              | "Seven Drunken Nights"              | "Seven Drunken Nights"              | "Seven Drunken Nights"              | "Seven Drunken Nights"              | "Seven Drunken Nights"              | "Seven Drunken Nights"              | "Seven Drunken Nights"              | "Seven Drunken Nights"              | "Seven Drunken Nights"              | "Seven Drunken Nights"              | "Seven Drunken Nights"              | "Seven Drunken Nights"              | "Seven Drunken Nights"              | "Seven Drunken Nights"              | "Seven Drunken Nights"              | "Seven Drunken Nights"              | "Seven Drunken Nights"              | "Seven Drunken Nights"              | "Seven Drunken Nights"              | "Seven Drunken Nights"              | "Seven Drunken Nights"              | "Seven Drunken Nights"              | "Seven Drunken Nights"              | "Seven Drunken Nights"              | "Seven Drunken Nights"              | "Seven Drunken Nights"              | "Seven Drunken Nights"              | "Seven Drunken Nights"              | "Seven Drunken Nights"              | "Seven Drunken Nights"              | "Seven Drunken Nights"              | "Seven Drunken Nights"              | "Seven Drunken Nights"              | "Seven Drunken Nights"              | "Seven Drunken Nights"              | "Seven Drunken Nights"              | "Seven Drunken Nights"              | "Seven Drunken Nights"              | "Seven Drunken Nights"              | "Seven Drunken Nights"              | "Seven Drunken Nights"              | "Seven Drunken Nights"              | "Seven Drunken Nights"              | "Seven Drunken Nights"              | "Seven Drunken Nights"              | "Seven Drunken Nights"              | "Seven Drunken Nights"              | "Seven Drunken Nights"              | "Seven Drunken Nights"              | "Seven Drunken Nights"              | "Seven Drunken Nights"              | "Seven Drunken Nights"              | "Seven Drunken Nights"              | "Seven Drunken Nights"              | "Seven Drunken Nights"              | "Seven Drunken Nights"              | "Seven Drunken Nights"              | "Seven Drunken Nights"              | "Seven Drunken Nights"              | "Seven Drunken Nights"              | 10        |
| 2013         | "Whiskey in the Jar" (genudgivelse) | "Whiskey in the Jar" (genudgivelse) | "Whiskey in the Jar" (genudgivelse) | "Whiskey in the Jar" (genudgivelse) | "Whiskey in the Jar" (genudgivelse) | "Whiskey in the Jar" (genudgivelse) | "Whiskey in the Jar" (genudgivelse) | "Whiskey in the Jar" (genudgivelse) | "Whiskey in the Jar" (genudgivelse) | "Whiskey in the Jar" (genudgivelse) | "Whiskey in the Jar" (genudgivelse) | "Whiskey in the Jar" (genudgivelse) | "Whiskey in the Jar" (genudgivelse) | "Whiskey in the Jar" (genudgivelse) | "Whiskey in the Jar" (genudgivelse) | "Whiskey in the Jar" (genudgivelse) | "Whiskey in the Jar" (genudgivelse) | "Whiskey in the Jar" (genudgivelse) | "Whiskey in the Jar" (genudgivelse) | "Whiskey in the Jar" (genudgivelse) | "Whiskey in the Jar" (genudgivelse) | "Whiskey in the Jar" (genudgivelse) | "Whiskey in the Jar" (genudgivelse) | "Whiskey in the Jar" (genudgivelse) | "Whiskey in the Jar" (genudgivelse) | "Whiskey in the Jar" (genudgivelse) | "Whiskey in the Jar" (genudgivelse) | "Whiskey in the Jar" (genudgivelse) | "Whiskey in the Jar" (genudgivelse) | "Whiskey in the Jar" (genudgivelse) | "Whiskey in the Jar" (genudgivelse) | "Whiskey in the Jar" (genudgivelse) | "Whiskey in the Jar" (genudgivelse) | "Whiskey in the Jar" (genudgivelse) | "Whiskey in the Jar" (genudgivelse) | "Whiskey in the Jar" (genudgivelse) | "Whiskey in the Jar" (genudgivelse) | "Whiskey in the Jar" (genudgivelse) | "Whiskey in the Jar" (genudgivelse) | "Whiskey in the Jar" (genudgivelse) | "Whiskey in the Jar" (genudgivelse) | "Whiskey in the Jar" (genudgivelse) | "Whiskey in the Jar" (genudgivelse) | "Whiskey in the Jar" (genudgivelse) | "Whiskey in the Jar" (genudgivelse) | "Whiskey in the Jar" (genudgivelse) | "Whiskey in the Jar" (genudgivelse) | "Whiskey in the Jar" (genudgivelse) | "Whiskey in the Jar" (genudgivelse) | "Whiskey in the Jar" (genudgivelse) | "Whiskey in the Jar" (genudgivelse) | "Whiskey in the Jar" (genudgivelse) | "Whiskey in the Jar" (genudgivelse) | "Whiskey in the Jar" (genudgivelse) | "Whiskey in the Jar" (genudgivelse) | "Whiskey in the Jar" (genudgivelse) | "Whiskey in the Jar" (genudgivelse) | "Whiskey in the Jar" (genudgivelse) | "Whiskey in the Jar" (genudgivelse) | "Whiskey in the Jar" (genudgivelse) | "Whiskey in the Jar" (genudgivelse) | "Whiskey in the Jar" (genudgivelse) | "Whiskey in the Jar" (genudgivelse) | "Whiskey in the Jar" (genudgivelse) | "Whiskey in the Jar" (genudgivelse) | "Whiskey in the Jar" (genudgivelse) | "Whiskey in the Jar" (genudgivelse) | "Whiskey in the Jar" (genudgivelse) | "Whiskey in the Jar" (genudgivelse) | "Whiskey in the Jar" (genudgivelse) | "Whiskey in the Jar" (genudgivelse) | "Whiskey in the Jar" (genudgivelse) | "Whiskey in the Jar" (genudgivelse) | "Whiskey in the Jar" (genudgivelse) | "Whiskey in the Jar" (genudgivelse) | "Whiskey in the Jar" (genudgivelse) | "Whiskey in the Jar" (genudgivelse) | "Whiskey in the Jar" (genudgivelse) | "Whiskey in the Jar" (genudgivelse) | "Whiskey in the Jar" (genudgivelse) | "Whiskey in the Jar" (genudgivelse) | "Whiskey in the Jar" (genudgivelse) | "Whiskey in the Jar" (genudgivelse) | "Whiskey in the Jar" (genudgivelse) | "Whiskey in the Jar" (genudgivelse) | "Whiskey in the Jar" (genudgivelse) | "Whiskey in the Jar" (genudgivelse) | "Whiskey in the Jar" (genudgivelse) | "Whiskey in the Jar" (genudgivelse) | "Whiskey in the Jar" (genudgivelse) | "Whiskey in the Jar" (genudgivelse) | "Whiskey in the Jar" (genudgivelse) | "Whiskey in the Jar" (genudgivelse) | "Whiskey in the Jar" (genudgivelse) | "Whiskey in the Jar" (genudgivelse) | "Whiskey in the Jar" (genudgivelse) | "Whiskey in the Jar" (genudgivelse) | "Whiskey in the Jar" (genudgivelse) | "Whiskey in the Jar" (genudgivelse) | "Whiskey in the Jar" (genudgivelse) | "Whiskey in the Jar" (genudgivelse) | "Whiskey in the Jar" (genudgivelse) | "Whiskey in the Jar" (genudgivelse) | "Whiskey in the Jar" (genudgivelse) | "Whiskey in the Jar" (genudgivelse) | "Whiskey in the Jar" (genudgivelse) | "Whiskey in the Jar" (genudgivelse) | "Whiskey in the Jar" (genudgivelse) | "Whiskey in the Jar" (genudgivelse) | "Whiskey in the Jar" (genudgivelse) | "Whiskey in the Jar" (genudgivelse) | "Whiskey in the Jar" (genudgivelse) | "Whiskey in the Jar" (genudgivelse) | "Whiskey in the Jar" (genudgivelse) | "Whiskey in the Jar" (genudgivelse) | "Whiskey in the Jar" (genudgivelse) | "Whiskey in the Jar" (genudgivelse) | "Whiskey in the Jar" (genudgivelse) | "Whiskey in the Jar" (genudgivelse) | "Whiskey in the Jar" (genudgivelse) | "Whiskey in the Jar" (genudgivelse) | "Whiskey in the Jar" (genudgivelse) | "Whiskey in the Jar" (genudgivelse) | "Whiskey in the Jar" (genudgivelse) | "Whiskey in the Jar" (genudgivelse) | "Whiskey in the Jar" (genudgivelse) | "Whiskey in the Jar" (genudgivelse) | "Whiskey in the Jar" (genudgivelse) | "Whiskey in the Jar" (genudgivelse) | "Whiskey in the Jar" (genudgivelse) | "Whiskey in the Jar" (genudgivelse) | "Whiskey in the Jar" (genudgivelse) | "Whiskey in the Jar" (genudgivelse) | "Whiskey in the Jar" (genudgivelse) | "Whiskey in the Jar" (genudgivelse) | 3         |
| 2014         | "Beer, Beer, Beer"                  | "Beer, Beer, Beer"                  | "Beer, Beer, Beer"                  | "Beer, Beer, Beer"                  | "Beer, Beer, Beer"                  | "Beer, Beer, Beer"                  | "Beer, Beer, Beer"                  | "Beer, Beer, Beer"                  | "Beer, Beer, Beer"                  | "Beer, Beer, Beer"                  | "Beer, Beer, Beer"                  | "Beer, Beer, Beer"                  | "Beer, Beer, Beer"                  | "Beer, Beer, Beer"                  | "Beer, Beer, Beer"                  | "Beer, Beer, Beer"                  | "Beer, Beer, Beer"                  | "Beer, Beer, Beer"                  | "Beer, Beer, Beer"                  | "Beer, Beer, Beer"                  | "Beer, Beer, Beer"                  | "Beer, Beer, Beer"                  | "Beer, Beer, Beer"                  | "Beer, Beer, Beer"                  | "Beer, Beer, Beer"                  | "Beer, Beer, Beer"                  | "Beer, Beer, Beer"                  | "Beer, Beer, Beer"                  | "Beer, Beer, Beer"                  | "Beer, Beer, Beer"                  | "Beer, Beer, Beer"                  | "Beer, Beer, Beer"                  | "Beer, Beer, Beer"                  | "Beer, Beer, Beer"                  | "Beer, Beer, Beer"                  | "Beer, Beer, Beer"                  | "Beer, Beer, Beer"                  | "Beer, Beer, Beer"                  | "Beer, Beer, Beer"                  | "Beer, Beer, Beer"                  | "Beer, Beer, Beer"                  | "Beer, Beer, Beer"                  | "Beer, Beer, Beer"                  | "Beer, Beer, Beer"                  | "Beer, Beer, Beer"                  | "Beer, Beer, Beer"                  | "Beer, Beer, Beer"                  | "Beer, Beer, Beer"                  | "Beer, Beer, Beer"                  | "Beer, Beer, Beer"                  | "Beer, Beer, Beer"                  | "Beer, Beer, Beer"                  | "Beer, Beer, Beer"                  | "Beer, Beer, Beer"                  | "Beer, Beer, Beer"                  | "Beer, Beer, Beer"                  | "Beer, Beer, Beer"                  | "Beer, Beer, Beer"                  | "Beer, Beer, Beer"                  | "Beer, Beer, Beer"                  | "Beer, Beer, Beer"                  | "Beer, Beer, Beer"                  | "Beer, Beer, Beer"                  | "Beer, Beer, Beer"                  | "Beer, Beer, Beer"                  | "Beer, Beer, Beer"                  | "Beer, Beer, Beer"                  | "Beer, Beer, Beer"                  | "Beer, Beer, Beer"                  | "Beer, Beer, Beer"                  | "Beer, Beer, Beer"                  | "Beer, Beer, Beer"                  | "Beer, Beer, Beer"                  | "Beer, Beer, Beer"                  | "Beer, Beer, Beer"                  | "Beer, Beer, Beer"                  | "Beer, Beer, Beer"                  | "Beer, Beer, Beer"                  | "Beer, Beer, Beer"                  | "Beer, Beer, Beer"                  | "Beer, Beer, Beer"                  | "Beer, Beer, Beer"                  | "Beer, Beer, Beer"                  | "Beer, Beer, Beer"                  | "Beer, Beer, Beer"                  | "Beer, Beer, Beer"                  | "Beer, Beer, Beer"                  | "Beer, Beer, Beer"                  | "Beer, Beer, Beer"                  | "Beer, Beer, Beer"                  | "Beer, Beer, Beer"                  | "Beer, Beer, Beer"                  | "Beer, Beer, Beer"                  | "Beer, Beer, Beer"                  | "Beer, Beer, Beer"                  | "Beer, Beer, Beer"                  | "Beer, Beer, Beer"                  | "Beer, Beer, Beer"                  | "Beer, Beer, Beer"                  | "Beer, Beer, Beer"                  | "Beer, Beer, Beer"                  | "Beer, Beer, Beer"                  | "Beer, Beer, Beer"                  | "Beer, Beer, Beer"                  | "Beer, Beer, Beer"                  | "Beer, Beer, Beer"                  | "Beer, Beer, Beer"                  | "Beer, Beer, Beer"                  | "Beer, Beer, Beer"                  | "Beer, Beer, Beer"                  | "Beer, Beer, Beer"                  | "Beer, Beer, Beer"                  | "Beer, Beer, Beer"                  | "Beer, Beer, Beer"                  | "Beer, Beer, Beer"                  | "Beer, Beer, Beer"                  | "Beer, Beer, Beer"                  | "Beer, Beer, Beer"                  | "Beer, Beer, Beer"                  | "Beer, Beer, Beer"                  | "Beer, Beer, Beer"                  | "Beer, Beer, Beer"                  | "Beer, Beer, Beer"                  | "Beer, Beer, Beer"                  | "Beer, Beer, Beer"                  | "Beer, Beer, Beer"                  | "Beer, Beer, Beer"                  | "Beer, Beer, Beer"                  | "Beer, Beer, Beer"                  | "Beer, Beer, Beer"                  | "Beer, Beer, Beer"                  | "Beer, Beer, Beer"                  | "Beer, Beer, Beer"                  | "Beer, Beer, Beer"                  | "Beer, Beer, Beer"                  | 86        |

## Dubliners medlemmers diskografi
- Ronnie Drews diskografi